# 西風雲
西風雲（さいふーん）は、多人数で構成するJ-POP音楽ユニット。
「Break your name」がフジテレビジョン音楽番組『HEY!HEY!HEY! MUSIC CHAMP』の2009年2月及び3月のエンディングテーマとしてオンエアーされ、ユニットの存在が知らされるも正体は未公表。現在「西風雲」としての大きな活動は行ってない。

## メンバー
（メンバー5人は、2009年7月29日付で依然不明である。）
- No.1  1986/09/30 日本人 O型 西島隆弘(AAA)
- No.2  1982/11/10 日本人 B型 浦田直也(AAA)
- No.3  1986/12/12 日本人 O型 日高光啓(AAA)
- No.4  1982/11/10 日本人 A型
- No.5  1988/11/26 日本人 O型 與真司郎 (AAA)
- No.6  1985/04/26 日本人 B型
- No.7  1987/02/10 台湾人 B型 Air(dance flow)
- No.8  1985/01/18 日本人 O型
- No.9  1986/12/11 日本人 A型 末吉秀太(AAA)
- No.10 1987/11/29 台湾人 O型 Sam(dance flow)
- No.11 1985/03/11 日本人 O型 Takeshi(dance flow)
- No.12 1987/03/15 日本人 AB型
- No.13 1983/06/06 日本人 A型　Show-hey(RADIO FISH)
- No.14 1986/07/26 台湾人 O型 Dennis(dance flow)
- No.15 1987/01/07 日本人 B型 KEI(Gunz HUNT)

## 略歴
- 2009年
  - 2月2日 「Break your name」が『HEY!HEY!HEY! MUSIC CHAMP』(フジ系列)のエンディングテーマでオンエアされた。同時に公式サイトも公開され、トップ画像には「WHO is 西風雲」の表示がされた。（この時点で、正体は明らかにされなかった。）
  - 2月11日 早朝5時、依然、謎の正体の状態でレコチョクにてビデオクリップが配信される。
  - 4月29日 AAA TOUR 2009 -A depArture pArty-のEnding ACTとして謎の姿のまま登場。正体明かされず。
  - 7月29日 デビュー曲「Break your name」をAAAとのスプリットシングルによりリリース。発売と同時にメンバーのうち5人が、そのPV内でベールを脱ぎ、AAAの男メンバー5人であること明らかとなったが他のメンバーは正体が未だ謎に包まれている。
  - 9月22日 AAA4th Anniversary LIVEにアンコールに登場した。その際、登場していたメンバーは全員フードを脱いで登場。

## タイアップ
- Break your name
フジテレビ系『HEY!HEY!HEY! MUSIC CHAMP』2009年2月･3月度エンディングテーマ